# Gosport Naval Dry Dock

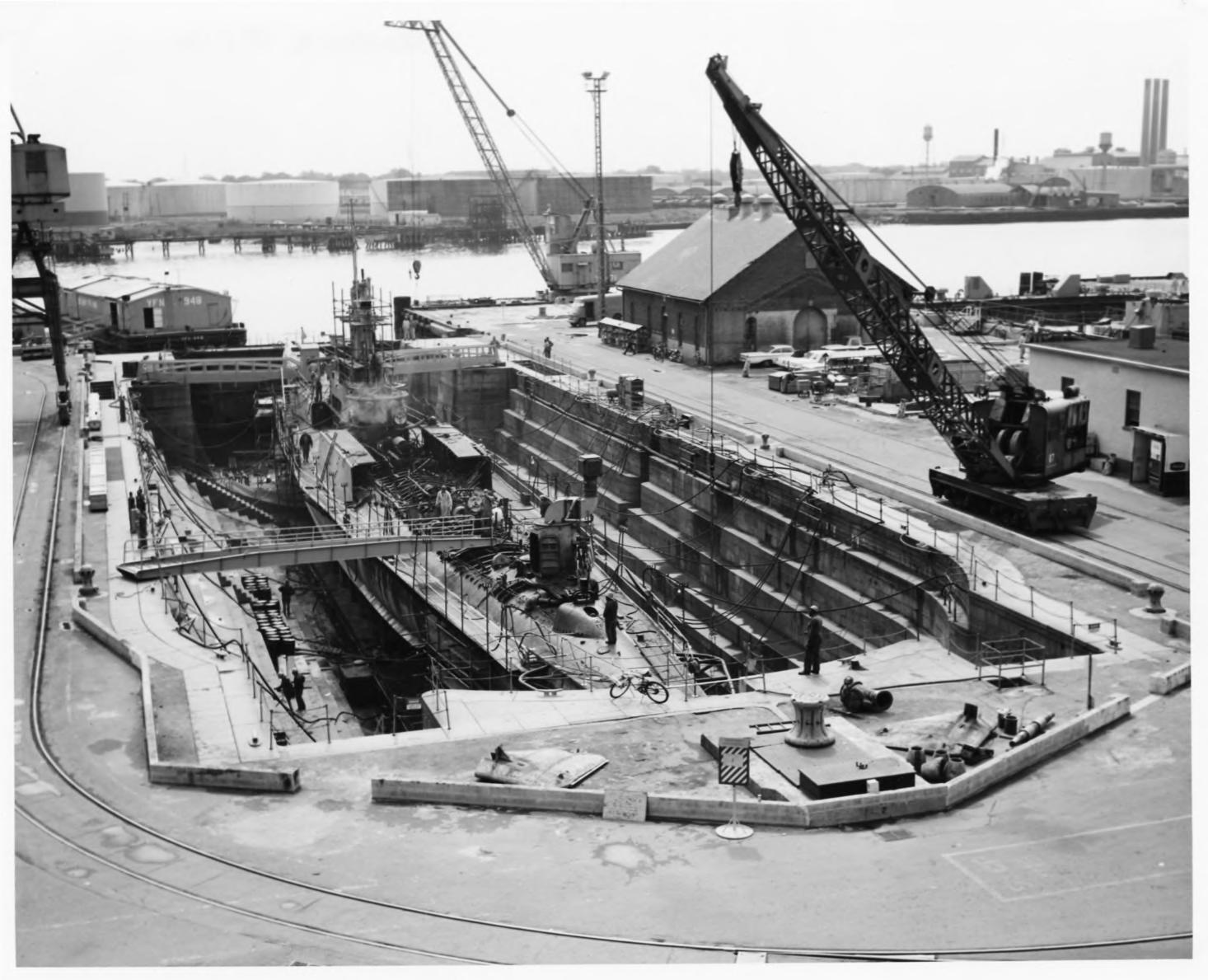
Gosport Naval Dry Dock

Das Gosport Naval Dry Dock, auch Dry Dock 1, deutsch Trockendock 1, ist ein Trockendock im Norfolk Naval Shipyard in Portsmouth, Virginia,  der ursprünglich den Namen Gosport Naval Yard trug.  

## Geschichte
Die noch jungen unabhängigen Vereinigten Staaten beschlossen 1799 den Bau von zwei Trockendocks an der Atlantikküste für die Marine – eines südlich des Potomac Rivers im Gosport Navy Yard bei Norfolk (Virginia), das andere nördlich des Potomacs im Charlestown Navy Yard bei Boston. Die Trockendocks sollten die umständliche Technik des Kielholens ablösen. Deren Bau verzögerte sich aufgrund fehlender Finanzierung und wurde deshalb in Norfolk erst im November 1827 begonnen, das Trockendock in Charlestown wurde bereits im Juni desselben Jahres begonnen. Die Pläne stammten von Loammi Baldwin, Jr., die Bauüberwachung übernahm William P.S. Sanger, der später ein bedeutender Bauingenieur der US Navy wurde.
Für den Bau musste zuerst ein Kofferdamm erstellt werden, bevor der Aushub des Docks mit Handwerkzeugen begann. In der Grube wurde ein auf Holzpfählen ruhendes Fundament aus Eichenbalken und Nadelholzbrettern erstellt. Darauf wurden Boden und Seitenwände des Trockendocks aus Granit aufgebaut.  
Das Dock wurde als erstes Trockendock der USA in Betrieb genommen. Die USS Delaware war das erste Schiff, das am 17. Juni in das Dock einlief.
Damit die stetig größer gebauten Schiffe gedockt werden konnten, wurde das Trockendock zweimal verlängert: 1860 von den ursprünglichen 341 Fuß (ca. 104 m) auf 357 Fuß (ca. 109 m) und nach dem Zweiten Weltkrieg auf 415 Fuß (ca. 126 m). Wenn es nicht benutzt wird liegt das Dock trocken. Dadurch wird Unterwasserbewuchs verhindert und das Granitmauerwerk geschont.